# Bumilayinga
Bumilayinga ist ein Verwaltungsbezirk (englisch Ward) des Distrikts Mafinga (TC) in der tansanischen Region Iringa.

## Geografie
Bumilayinga liegt im südlichen Hochland von Tansania südwestlich der Distrikthauptstadt Mafinga. Der Bezirk grenzt im Norden an Igombavu, im Osten an Sao Hill, im Süden an Igowole, im Südwesten an Nyololo, im Westen an Maduma und im Nordwesten an Ikweha. Bei der Volkszählung 2022 lebten 7299 Menschen in 1890 Haushalten auf einer Fläche von 209 Quadratkilometern.

## Gliederung
Der Bezirk besteht aus vier Gemeinden (swahili Mtaa) mit 20 Orten (Kitongoji):
| Matanana - Chaluga - Matanana - Legeza | Ulole - Ulole - Makanyagio - Nyamwezi | Bumilayinga - Kipagamo A - Kipagamo B - Songambele - Ngelele - Makungu - Bumilayinga - Iditima - Kilimahewa | Kisada - Mjimwema - Kilimahewa - Ndolela - Mgeluka - Ihemi - Kinyangesi |

## Infrastruktur
- Bildung: Die Bumilayinga Secondary School ist eine staatliche weiterführende Schule für Tages- und Internatsschüler,[7] die Bukimau Secondary School eine private Tagesschule.[8] Beide bieten eine Ausbildung bis zur 4. Stufe an.
- Gesundheit: In den vier Gemeinden Bumilayinga,[9] Matanana,[10] Ulole[11] und Kisada[12] gibt es je eine staatliche Apotheke.